# محمد مرحوم
محمد مرحوم (انگلیسی: Mohamed Marhoum؛ زادهٔ ۱ ژوئیهٔ ۱۹۹۰) بازیکن فوتبال اهل سودان است.
وی همچنین در تیم ملی فوتبال سودان بازی کرده‌است.